# Capacità idrica massima
La capacità idrica massima (CIM) è una costante idrologica del terreno che definisce il contenuto d'acqua, in termini di umidità percentuale, in condizioni di saturazione.

## Relazione fra CIM e porosità
Il valore della capacità idrica massima è strettamente dipendente dalla porosità totale del terreno, poiché in condizioni di saturazione l'acqua occupa l'intero volume degli spazi vuoti.
Il termine costante non è del tutto appropriato, in quanto la porosità di un terreno è soggetta a variazioni in funzione delle lavorazioni e del costipamento. Questa variabilità si evidenzia in particolare nei suoli ricchi di colloidi minerali, in particolare in quelli fortemente argillosi, dove le lavorazioni, in particolare l'aratura, incrementano notevolmente la porosità totale se lavorati allo stato coesivo, ossia quando sono asciutti. Questo aumento di porosità è temporaneo: negli stessi terreni, la porosità subisce variazioni in diminuzione con il costipamento o lo spontaneo assestamento delle zolle al passare del tempo, specie in condizioni di terreno umido e allo stato plastico. Ne consegue che il trattamento della capacità idrica massima come costante di uno specifico terreno ne richiede la determinazione in condizioni operative normali, a una distanza ragionevole dall'esecuzione dell'ultima lavorazione.
Nei suoli sabbiosi, al contrario, l'incoerenza fra le particelle fa sì che le lavorazioni e il calpestamento influiscano solo in misura trascurabile con la porosità, perciò in questi terreni si può considerare la capacità idrica massima una costante a tutti gli effetti. I terreni limosi e di medio impasto hanno proprietà intermedie.
In relazione alla tessitura del terreno, la porosità totale dipende dalle dimensioni medie delle particelle solide. L'assestamento spaziale delle particelle fa sì che a parità di condizioni i terreni con tessitura fine abbiano un maggiore volume di spazi vuoti rispetto a quelli con tessitura grossolana. In generale la porosità, e quindi anche la capacità idrica massima, aumenta passando da un terreno sabbioso ad uno di medio impasto, ad uno limoso e, infine ad uno argilloso. In questi ultimi infatti assume valori che si aggirano intorno al 50%, se non superiori, mentre nei terreni sabbiosi ha valori dell'ordine del 20-30%.

## Capacità d'invaso
La capacità idrica massima si identifica nella capacità d'invaso del terreno con tutti gli aspetti positivi o negativi ad essa associati. In caso di abbondanti piogge il terreno assorbe un quantitativo d'acqua che dipende dalla sua capacità idrica massima e dal rapporto che c'è fra l'intensità della pioggia e la permeabilità del terreno. L'assorbimento dell'acqua piovana permette poi il graduale smaltimento attraverso la percolazione profonda e i movimenti nella falda freatica. Gli aspetti pratici associati ad una elevata capacità di invaso riguardano in particolare la stabilità idrogeologica del territorio nei suoli declivi.
In generale i suoli con elevata capacità d'invaso e sufficientemente permeabili sono in grado di smaltire grandi quantitativi d'acqua piovana con l'infiltrazione e la percolazione nella falda, impedendo lo scorrimento superficiale e i conseguenti fenomeni di erosione. In questi terreni si tende perciò a creare le condizioni che da un lato limitino il deflusso superficiale dell'acqua e da un altro migliorino la permeabilità del terreno ai movimenti dell'acqua.
I suoli con elevata capacità d'invaso che si trovano in condizioni di giacitura e stratigrafia particolari, possono essere però predisposti a smottamenti e frane. Questo rischio si presenta in particolare nei suoli più o meno profondi che giacciono su uno strato di argilla poco permeabile. In queste condizioni l'invaso di grandi quantitativi d'acqua rappresenta una proprietà negativa: l'acqua non viene smaltita a causa dello strato impermeabile e lo strato superiore si appesantisce notevolmente; questa condizione fa sì che lo strato sottostante funga da scivolo facendo slittare quello superiore verso valle. In questi terreni si tende a creare le condizioni che favoriscano il rapido deflusso superficiale dell'acqua, regimentato con adeguate sistemazioni superficiali.

## Relazione fra CIM e potenziale idrico
Quando il terreno è alla capacità idrica massima, l'acqua è presente in tre stati:
- Acqua igroscopica. È acqua adsorbita sulla superficie dei colloidi, avvolgendo con un sottile velo le particelle solide. È trattenuta a tensioni molto alte.
- Acqua capillare. È acqua trattenuta per fenomeni di capillarità nei micropori del terreno, ossia nei pori che hanno un diametro inferiore a 8 μm. È trattenuta a tensioni più basse rispetto all'acqua igroscopica.
- Acqua gravitazionale. È l'acqua che occupa i macropori, ossia i pori che hanno diametro superiore a 8 µm. Questa frazione è soggetta a tensioni molto basse, virtualmente nulle.

Sull'acqua gravitazionale, che occupa gli spazi di maggiori dimensioni, le particelle solide del terreno esercitano interazioni debolissime o nulle, facilmente vinte dalle forze esterne (ad esempio la forza di gravità). Si può, anzi, verificare una condizione opposta per cui invece di una pressione negativa (tensione) l'acqua esercita una pressione positiva. Quest'ultima condizione si verifica quando l'acqua penetra attivamente nelle radici, soprattutto attraverso le lenticelle.
Per convenzione si assume che il potenziale idrico del terreno alla capacità idrica massima sia uguale a 0. I riflessi pratici associati a questa condizione sono due:
- l'acqua è assorbita dalle radici senza esercitare alcuno sforzo; come si è detto prima, anzi, si può verificare una pressione dell'acqua sulle radici e, quindi, un ingresso attivo;
- l'acqua è soggetta all'azione della forza di gravità per cui tende a percolare in profondità fino alla falda freatica che, a sua volta, confluisce in specchi d'acqua libera superficiali (fiumi, laghi, mari) o sotterranei.

## Importanza pratica
La capacità idrica massima non ha molto interesse, dal punto di vista agronomico se non ai fini della determinazione della capacità d'invaso. L'acqua che il terreno può invasare rappresenta infatti una quantità maggiore di quella che può essere immagazzinata come riserva stabile. In un terreno ben drenato l'acqua gravitazionale si perde infatti in un intervallo di tempo che va da poche ore a pochi giorni, in funzione della permeabilità. Va peraltro detto che finché è presente acqua gravitazionale le piante assorbono preferenzialmente questa perché è soggetta a tensioni bassissime.
Di norma lo stato del terreno alla capacità idrica massima è solo temporaneo e si verifica in occasione di piogge insistenti e abbondanti oppure dopo un'adacquata con metodi irrigui di tipo gravimetrico (irrigazione per sommersione e per scorrimento superficiale).
La persistenza della capacità idrica massima, con l'eccezione di alcuni casi specifici (es. irrigazione per sommersione in risaia), è da considerarsi una condizione ambientale sfavorevole poiché manca il rifornimento di ossigeno necessario per la respirazione delle radici e dei microrganismi aerobi. La persistenza del terreno alla capacità idrica massima consiste perciò in un ristagno idrico sottosuperficiale, che conduce in tempi più o meno brevi a fenomeni di asfissia radicale, abbassamento del potenziale redox del terreno e conseguente alterazione della nutrizione minerale, attacchi alle radici da parte di patogeni agenti di marciumi basali.